# 林陽子
林 陽子（はやし ようこ、1956年（昭和31年）6月9日 - ）は、日本の弁護士、フェミニスト。国連女子差別撤廃委員会委員長、「公益財団法人市川房枝記念会女性と政治センター」理事長。女性にかかわる問題に長年取り組んでいる。茨城県水戸市出身。

## 女性問題に対する取り組み
女性の権利問題に長年取り組んでいる。
- 林が所属するアテナ法律事務所は、学生時代より親交のあった林弁護士と加城弁護士が共同で2006年に設立。両弁護士は弁護士として駆け出しのころ、日本で働く外国人女性のシェルターをボランティアでともに支援。現在は、林弁護士は内閣府男女共同参画会議「女性に対する暴力専門調査委員会」委員や国連女性差別撤廃委員会委員に就任、加城弁護士は職場のハラスメント研究所所長を兼任するというように、女性の権利問題に関する活動、その関連事件に継続的に取り組んできている。『ロイヤーズマガジン』（2010年11月号）
- 2000年4月20日の朝日新聞関西版・家庭面で痴漢と誤認逮捕された男性が、起訴され裁判で争い、無罪を勝ち取るまでの苦闘の様子が描かれていた記事に『痴漢を警察に突き出しやすい環境が整ってきたのは歓迎すべきことだ。（中略） 今回の事件の場合、結果として無実だったのに28日間も拘留されていたという点が一般的に見てひどい、と思われるかもしれないがそれはほかの刑事事件でも誤認逮捕されれば同じ事になる。痴漢についてだけたかだか痴漢と考えないでほしい。 被害者には今回の事件報道にたじろがないで、卑劣な犯罪はもっと告発していってほしいと思う』とコメントした。
- 2002年男女共同参画会議の中で『調教ゲームや強姦ビデオなどの製造販売が、犯罪組織の資金源になっている』[2]と発言した。
- 2008年11月号の情報誌「アイユ」[3]」（（財）人権教育啓発推進センター発行）において、東郷良尚（日本ユニセフ協会）・若宮啓文らとの座談会（世界人権宣言60周年記念座談会）に出席。
- この中で、選択的夫婦別姓制度導入を支持する[4]。「結婚によって自分の姓を奪われないことも人権。」と述べる[5]。
- 2008年1月から2018年12月まで、国連の女子差別撤廃委員会の委員を務めた。また2015年2月から2017年2月は同委員会の委員長を務めた[6]。
- 2016年、「慰安婦の真実」国民運動が、外務省に即時解任を求める署名を提出した[7]。
- 2023年7月5日、「公益財団法人市川房枝記念会女性と政治センター」理事長に就任した[8]。

## 略歴
- 1979年 - 早稲田大学法学部卒業。
- 1980年 - 司法試験合格。
- 1983年 - 司法修習終了（35期）同年弁護士登録。
- 1984年 - 日弁連・女性の権利委員会委員に就任。
- 1987-1988年 - 英国ケンブリッジ大学大学院留学。
- 1989年 - 日弁連・修習委員会幹事に就任。
- 1998-2000年 - 社団法人自由人権協会（ＪＣＬＵ）事務局長
- 2000年 - 内閣府男女共同参画会議「女性に対する暴力専門調査会」の委員に就任。
- 2002-2004年 - 日本女性法律家協会の副会長を務める。
- 2003年-　ジェンダー法学会理事。
- 2004年4月-2009年3月   　早稲田大学法務研究科客員教授。
- 2004-2006年 - 国連「人権の促進と保護に関する小委員会」代理委員。
- 2008-2010年 - 国連「女子差別撤廃委員会」委員に就任（任期2008-2010年）。
- 2010-2014年 - 国連「女子差別撤廃委員会」委員に再選され再任（任期2011-2014年）[9][10]。
- 2011年5月-2012年7月 - 東京電力福島原子力発電所における事故調査・検証委員会委員。
- 2014-2018年 - 国連「女子差別撤廃委員会」委員に再選され再任（任期2014-2018年）[11][12]。
- 2015年2月-2017年2月 - 国連「女子差別撤廃委員会」委員長[6]。

## 著書・訳書
- 『女性差別撤廃条約注解』[13]〈共著、国際女性の地位協会編、尚学社、1992年）ISBN 9784915750229

- 『働く女たちの裁判』（共著、学陽書房、1996年）ISBN 9784313840768

- 『女性への暴力・・・アメリカの文化人類学者が見た日本の家庭内暴力と人身売買』（共訳、シャーマン・バビオー著、明石書店、1996年）ISBN 9784750308814

- 『日本における差別と人権（第４版）』[13]〈共著、解放出版社、2002年）ISBN 9784759260656

- 『実務　ジェンダー法講義』（共著、民事法研究会、2007年）ISBN 9784896284119